# NK Mičetinac
NK Mičetinac je nogometni klub iz Mičetinca, naselja u gradu Đurđevcu.

## Povijest
Nogometni klub Mičetinac osnovan je 1976. godine.
Klub se trenutačno natječe u 2. ŽNL Koprivničko-križevačkoj.

## Uspjesi
3. ŽNL Koprivničko-križevačka
- prvak: 2007./08., 2020./21. (Đurđevac/Koprivnica)